# 莱昂纳多·斯皮纳佐拉
莱昂纳多·斯皮纳佐拉（義大利語：Leonardo Spinazzola，1993年3月25日—）意大利足球运动员，司职中场或后卫，目前效力于意甲俱乐部拿玻里和意大利國家足球隊。

## 俱乐部生涯
斯皮纳佐拉生于福利尼奥，出生于錫耶納青训系统。2010年，他凭临时合约加入尤文图斯，划入春天（Primavera）队。2012年6月，尤文图斯以40万欧元签下球员共有权。
2012年7月5日，斯皮纳佐拉与菲利波·博尼佩蒂一起整个赛季租借到意乙球队恩波利。9月1日，他在对阵諾瓦拉的比赛中献上职业生涯的首秀，在下半场替补身份上场，2比2打平。在对阵利沃诺的比赛中，斯皮纳佐拉第15分钟上场，但2比4输给对手。只出场了七场比赛，斯皮纳佐拉的租借期突然缩短，于2013年1月凭临时合同租借给蘭恰諾維圖斯。
斯皮纳佐拉在维图斯只参加了三场比赛，都是替补出场。2013年8月10日，斯皮纳佐拉再度获租借，来到最开始的俱乐部錫耶納。他在锡耶纳经常出场，参加24场比赛，贡献1枚进球，以微弱优势进入附加赛。2014年6月，锡耶纳和尤文图斯的共有权协议续签，但锡耶纳到7月份宣布破产，尤文图斯免费收下剩余的50%所有权。
2014年8月11日，斯皮纳佐拉租借到意甲球队亚特兰大。8月23日，斯皮纳佐拉在意大利杯比赛中，献上亚特兰大的首战。他奉上绝杀，帮助球队2比0主场击败比薩。8月31日，斯皮纳佐拉献上意甲联赛首秀，于第82分钟替补馬塞羅·埃斯蒂加里比亞上场，以0比0主站战平維羅納。短暂租借到维琴察和佩魯賈后，斯皮纳佐拉于2016年7月回到亚特兰大。
租借到亚特兰大两个赛季后，斯皮纳佐拉于2018年夏回到尤文图斯。斯皮纳佐拉因伤缺席2018–19上半赛季后，于2019年1月12日献上尤文图斯首秀，在意大利杯比赛中客场击败博洛尼亚。3月12日在欧冠联赛16强赛中献上欧冠首秀，3比0主场击败马德里竞技，使尤文图斯以总比分3比2晋级八强。
2019年7月1日，斯皮纳佐拉以2950万欧元的高价转会到罗马，为期四年，相对地卢卡·佩莱格里尼 (1999年)加入到尤文图斯。2020年1月，罗马计划将斯皮纳佐拉转换到国际米兰，以换取馬特奧·波利塔諾。但这次转会在最后一分钟告吹，原因是对方不满意斯皮纳佐拉的身体条件。

## 国家队生涯
2017年3月28日，斯皮纳佐拉与另外四名球员献上在意大利國家足球隊的首秀，在友谊赛中2比1战胜荷蘭。
2021年6月，入选2020年欧洲杯意大利名单。6月11日对阵土耳其的欧洲杯揭幕战中，斯皮纳佐拉完成球队第二个进球的助攻，利用格挡帮助奇罗·因莫比莱进球，获选为比赛的最佳球员。7月11日，他隨隊獲得歐洲國家盃冠軍。7月13日，斯皮納佐拉當選2020年歐洲國家盃最佳陣容。

## 技術特點
斯皮纳佐拉惯用右脚，但倾向于从左翼进攻，擅长边后卫、边前卫或边锋，也可以在右翼踢球。他移动速度快，运动能力和进攻意识强，以耐力、世界一流的速度加速度及身体素质而闻名。通过精湛的运球技巧，他可以在一对一情况下利用边路假动作或改变节奏来击败对手。他还可以第一时间接住球，切入中锋，为队友带来内旋传中，或是从侧翼进攻，为球队提供深度。防守方面，他可以准确判断球在空中的动向，顺利停球。他的全才、角色和打法使得他比肩意大利国家队和尤文图斯的边后卫詹卢卡·赞布罗塔，而赞布罗塔也深刻地影响到他。

## 统计数据

### 俱乐部
最後更新：2021年4月29日
| 俱乐部               | 赛季     | 联盟     | 联盟 | 联盟 | 杯赛 | 杯赛 | 欧洲赛 | 欧洲赛 | 其他 | 其他 | 总计 | 总计 |
| 俱乐部               | 赛季     | 级别     | 出场 | 进球 | 出场 | 进球 | 出场   | 进球   | 出场 | 进球 | 出场 | 进球 |
| -------------------- | -------- | -------- | ---- | ---- | ---- | ---- | ------ | ------ | ---- | ---- | ---- | ---- |
| 恩波利（租借）       | 2012–13  | 意乙     | 7    | 1    | 1    | 0    | –      | –      | –    | –    | 8    | 1    |
| 蘭恰諾維圖斯（租借） | 2012–13  | 意乙     | 3    | 0    | 0    | 0    | –      | –      | –    | –    | 3    | 0    |
| 錫耶納（租借）       | 2013–14  | 意乙     | 24   | 1    | 2    | 0    | –      | –      | –    | –    | 26   | 1    |
| 阿特蘭大（租借）     | 2014–15  | 意甲     | 2    | 0    | 3    | 1    | –      | –      | –    | –    | 5    | 1    |
| 维琴察（租借）       | 2014–15  | 意乙     | 10   | 0    | 0    | 0    | –      | –      | –    | –    | 10   | 0    |
| 佩魯賈（租借）       | 2015–16  | 意乙     | 34   | 0    | 2    | 0    | –      | –      | –    | –    | 36   | 0    |
| 亚特兰大（租借）     | 2016–17  | 意甲     | 30   | 0    | 2    | 0    | –      | –      | –    | –    | 32   | 0    |
| 亚特兰大（租借）     | 2017–18  | 意甲     | 18   | 0    | 1    | 0    | 6      | 0      | –    | –    | 25   | 0    |
| 亚特兰大（租借）     | 总计     | 总计     | 48   | 0    | 3    | 1    | 6      | 0      | –    | –    | 57   | 1    |
| 尤文图斯             | 2018–19  | 意甲     | 10   | 0    | 1    | 0    | 1      | 0      | 0    | 0    | 12   | 0    |
| 羅馬                 | 2019–20  | 意甲     | 24   | 1    | 0    | 0    | 8      | 1      | –    | –    | 32   | 2    |
| 羅馬                 | 2020–21  | 意甲     | 27   | 2    | 1    | 0    | 11     | 0      | –    | –    | 39   | 2    |
| 羅馬                 | 总计     | 总计     | 51   | 3    | 1    | 0    | 19     | 1      | –    | –    | 71   | 4    |
| 生涯总计             | 生涯总计 | 生涯总计 | 189  | 5    | 13   | 1    | 26     | 1      | 0    | 0    | 228  | 7    |

### 国家队
最後更新：2021年7月2日
| 国家队 | 年份 | 出场 | 进球 |
| ------ | ---- | ---- | ---- |
| 意大利 | 2017 | 5    | 0    |
| 意大利 | 2018 | 0    | 0    |
| 意大利 | 2019 | 3    | 0    |
| 意大利 | 2020 | 2    | 0    |
| 意大利 | 2021 | 8    | 0    |
| 总计   | 总计 | 18   | 0    |

## 荣誉

### 俱樂部
尤文图斯青年队
- 维亚雷乔杯（英语：Torneo di Viareggio）：2012年（英语：2012 Torneo di Viareggio）[32]、2012年（英语：2012 Torneo di Viareggio）[33]

 尤文图斯
- 意甲：2018–19年
- 超级杯：2018年（英语：2018 Supercoppa Italiana）

 羅馬
- 歐足聯歐洲協會聯賽：2021–22[34]

 那不勒斯
- 意甲冠軍：2024–25[35]

### 國家隊
義大利
- 歐洲國家盃冠軍：2020[24]

### 個人
- 维亚雷乔杯（英语：Torneo di Viareggio）最佳球员：2012年（英语：2012 Torneo di Viareggio）[33]
- 欧足联欧洲联赛赛季阵容：2020–21[36]
- 歐洲國家盃最佳陣容：2020[25]

### 勳章
- 5級／騎士－意大利共和國功勳騎士勳章：2021[37]